# Ciudad de la Música de Navarra

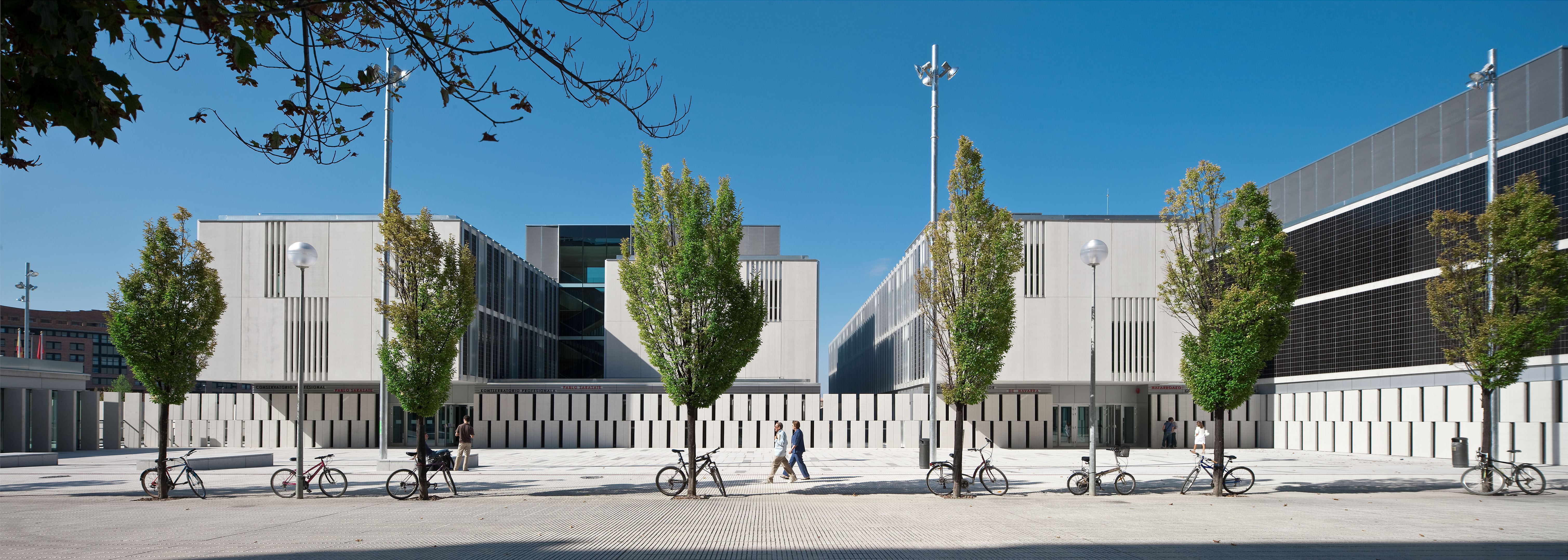

La Ciudad de la Música, integrada en el Departamento de Educación del Gobierno de Navarra, es un complejo que consta de dos edificios, el Conservatorio Superior de Música de Navarra y el Conservatorio Profesional de Música “Pablo Sarasate”. Ubicado en Pamplona, en el barrio de Mendebaldea, comenzó su andadura el 1 de septiembre de 2011.
En su zona, se encuentran no solo los dos Conservatorios, Superior y Profesional –anteriormente situados en edificios diferentes y distantes-, sino también la Biblioteca y la Filmoteca de Navarra; hay espacio verde y lugares de aprendizaje no formal como las cafeterías y el propio Paseo en el que se ubica, que invita al intercambio de ideas entre alumnado y profesorado, haciendo posible un contexto de aprendizaje en la línea de lo que se estima “ideal” para los artistas del siglo XXI.

## Historia
Los estudios musicales oficiales en Navarra comenzaron en el siglo XIX con la Academia Municipal de Pamplona. Le sucedió el Conservatorio Profesional de Música de Pamplona creado por Decreto de 21 de agosto de 1956. Casi cincuenta años más tarde, en el año 2002, se creó el Conservatorio Superior de Música de Navarra, que inicialmente compartía sede con el Profesional en la calle Aoiz, hasta el año 2004 en que este último se trasladó al Palacio Ezpeleta, situado en la calle Mayor. 
En 2011, ambos vuelven a compartir sede, al trasladarse al nuevo edificio de la Ciudad de la Música, destinado a albergar ambos centros de docencia musical, convirtiendo así a la Ciudad de la Música en un espacio que acoge todos los estudios profesionales de música que se imparten en Pamplona, a nivel medio y superior. 
La Ciudad de la Música es una de las inversiones previstas en el PLAN NAVARRA 2012, aprobado por el Gobierno de Navarra mediante Acuerdo de fecha 21 de abril de 2008, con un presupuesto de 21.233.446 euros. Tiene una superficie construida de 19.000 m², repartida en cuatro alturas y un sótano, además de un local exterior destinado a prestar el servicio de cafetería.
El primer concierto se impartió el 14 de diciembre de 2011, fecha de la inauguración del edificio.

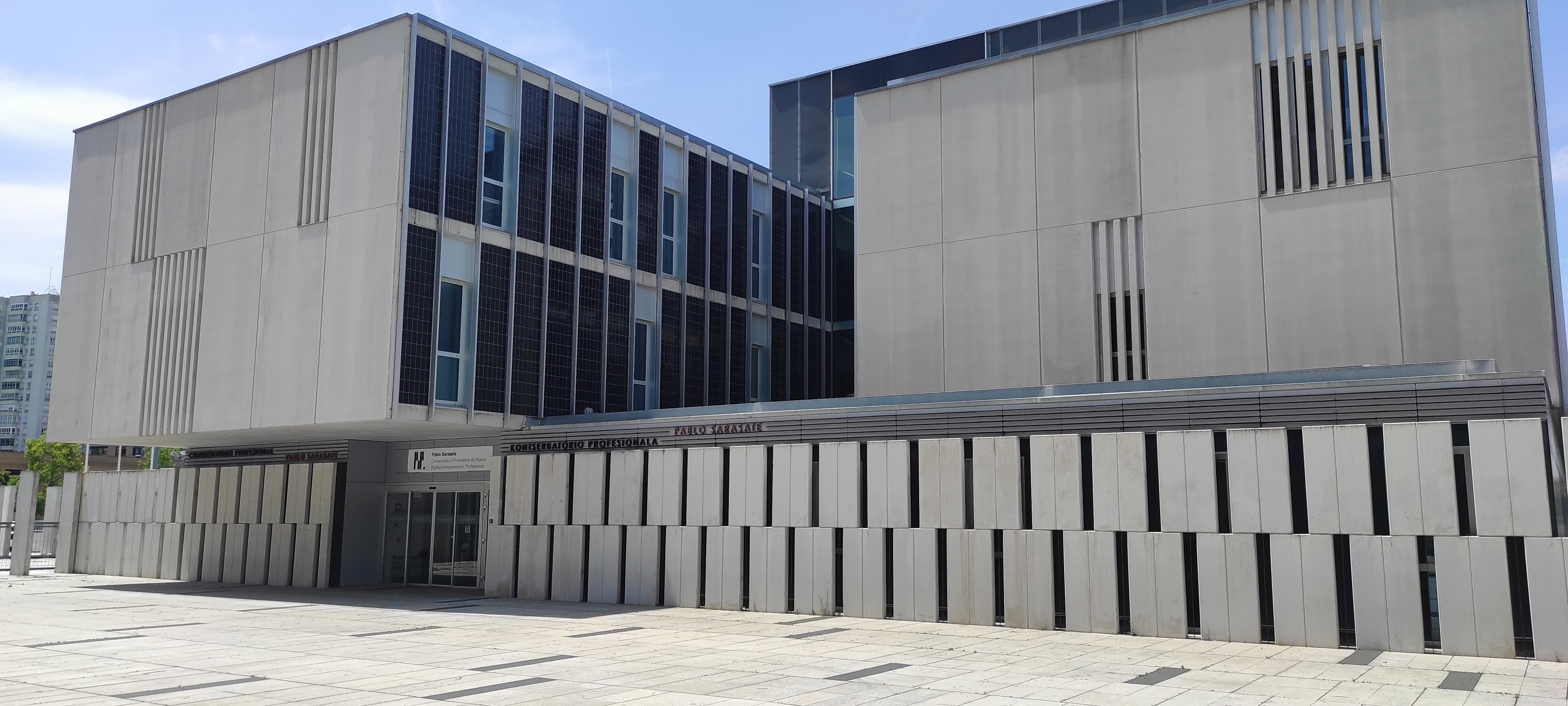
Conservatorio Profesional Pablo Sarasate en la Ciudad de la Música de Navarra

## Conservatorio Profesional de Música Pablo Sarasate
Los directores del Conservatorio Profesional de los últimos años son:
- De 2004 a 2011: Julio Escauriaza

- De 2011 a 2012: Santiago Garay Ustáriz

- De 2012 a 2016: Asier Peláez Moreno

- Desde 2016:  Carlos Etxeberria Alonso

En el curso 2018/2019, el Conservatorio Profesional cuenta con 579 alumnos y 71 profesores. Oferta las especialidades de acordeón, arpa, canto, clarinete, clave, contrabajo, fagot, flauta de pico, flauta travesera, guitarra, oboe, órgano, percusión, piano, saxofón, trombón, trompa, trompeta, tuba, txistu, viola, violín y violonchelo.
En la Ciudad de la Música ocupa uno de los dos cubos independientes y cuenta con numerosas aulas de distinto tipo (de canto, de instrumental, colectivas...), biblioteca, archivo, sala de informática y secretaría entre otras dependencias.

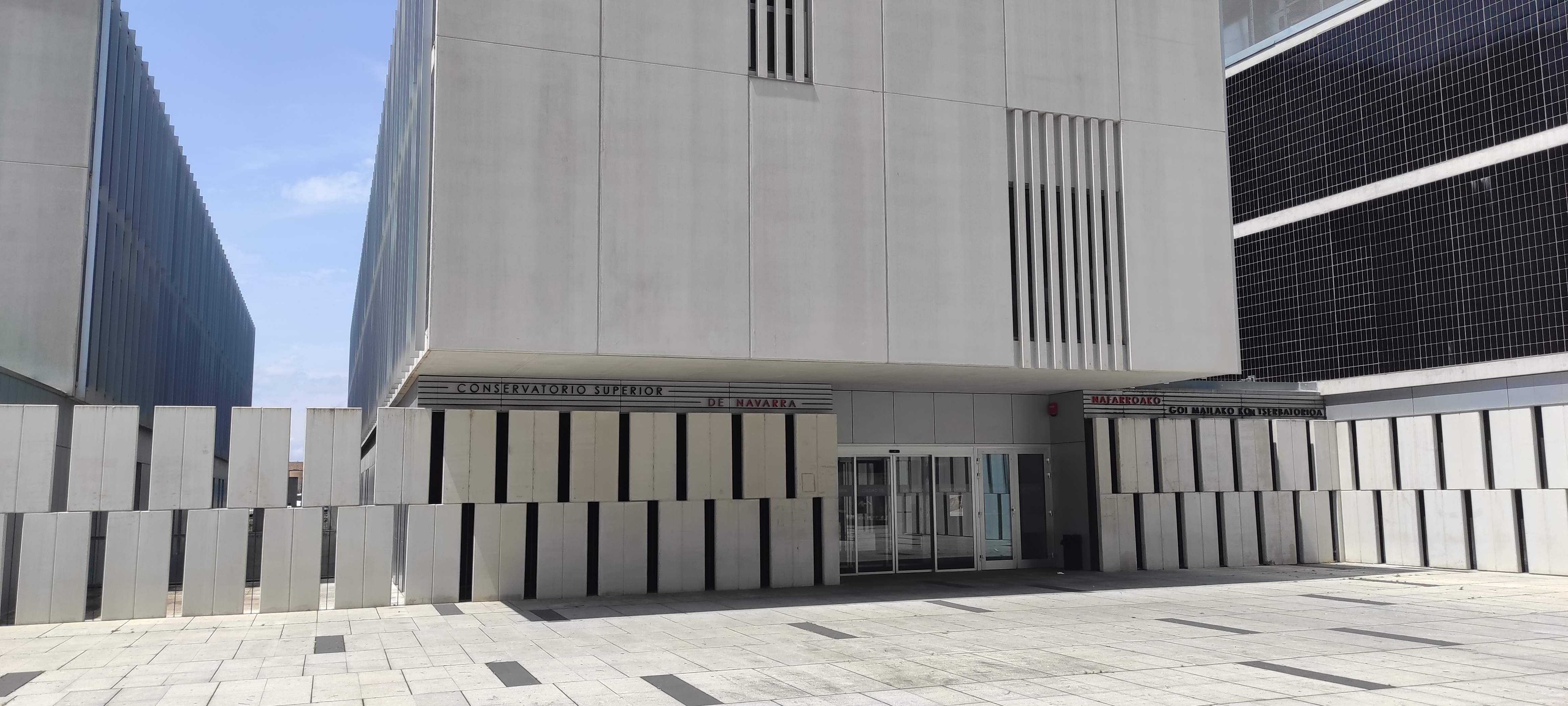
Conservatorio Superior de Navarra en la Ciudad de la Música de Navarra

## Conservatorio Superior de Música de Navarra
En el Conservatorio Superior, dirigido desde 2011 hasta la actualidad por Julio Escauriaza, imparten clase 72 profesores y acuden 296 alumnos, de los cuales 115 son de Navarra, 167 del resto de España y 14 de otros países. Sus 32 especialidades se distribuyen en Interpretación Clásica (20), Interpretación Jazz (9) y Teóricas (3). Navarra es una de las tres comunidades autónomas de España que imparte jazz en su Conservatorio Superior.
Ocupa el segundo cubo de la Ciudad de la Música. Posee instalaciones similares a las del Conservatorio Profesional, además de contar con el Auditorio Fernando Remacha, con capacidad para 400 espectadores y 100 músicos.
Ambos conservatorios comparten una zona común que comprende la plaza de acceso, la cafetería, un auditorio al aire libre y garaje entre otras instalaciones.

## Acústica
Durante la construcción del edificio se tuvo muy en cuenta tanto la acústica como la insonorización de las aulas y cabinas de estudio. Las aulas de interpretación tienen una doble pared y las puertas son de doble hoja y poseen una cámara de 15cm. El sonido jerarquiza las dependencias de los conservatorios, situando en las plantas más bajas las aulas en las que el sonido es mayor. El techo del auditorio tiene forma de concha acústica y el diseño de esta sala está volcado a una mejor audición.